# 毛泽东重返人间
《毛泽东重返人间》是中国大陆作家叶永烈创作的一部关于中华人民共和国领袖毛泽东的政治幻想小说。该书讲述了于1976年去世的毛泽东二十多年之后在一个冬天的夜晚突然复活之后的见闻。复活的毛泽东目睹了1978年改革开放之后中国的光怪陆离的社会万象，见到了他指定的继任者华国锋，见到了关押在监狱中的江青，并同被罢黜的苏共前领导人赫鲁晓夫展开了辩论。
故事中，毛泽东还阅读了《邓小平文选》，并同中共两代领导核心邓小平和江泽民进行了长谈。
叶永烈曾在访谈中提到，美国的制作单位曾计划将此书改编成电影，但最终由于投资问题而搁浅。